# Nauener Platz
Nauener Platz – plac w Berlinie, w Niemczech, w dzielnicy Gesundbrunnen, na granicy z dzielnicą Wedding, w okręgu administracyjnym Mitte. Został wytyczony pod koniec XIX wieku.
Przy placu znajduje się stacja metra linii U9 Nauener Platz.